# John Pym

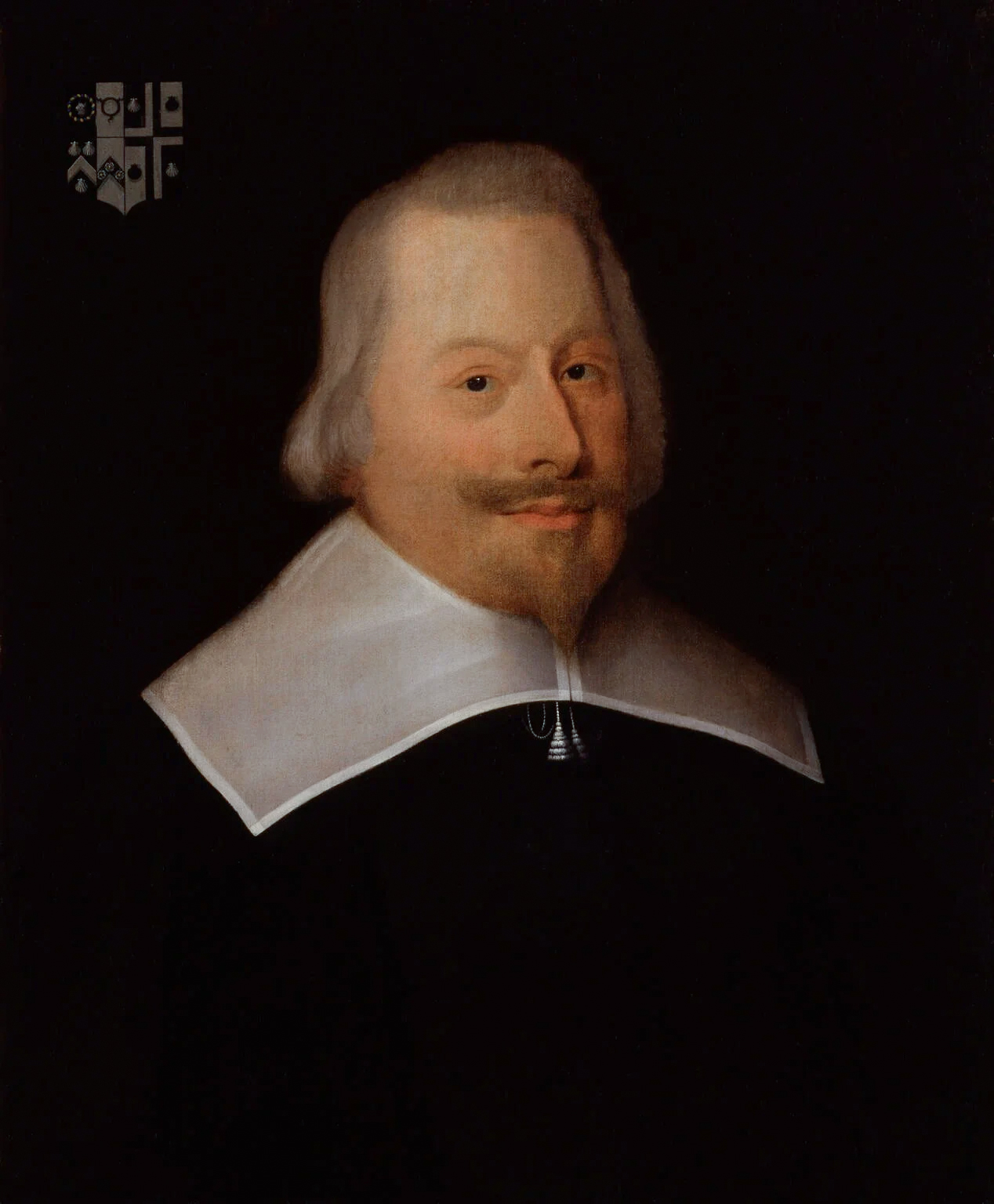
John Pym, 1640

John Pym (* 1584 in Cannington, Somerset; † 8. Dezember 1643) war ein englischer Jurist und Wortführer der Parlamentspartei im englischen Unterhaus zur Zeit Karls I.
Pym studierte am Pembroke College zu Oxford und wurde 1614 erstmals in das englische Unterhaus gewählt. Als Puritaner opponierte er gegen die Politik Karls I. und seines Beraters, des anglikanischen Bischofs William Laud.
Als Karl I. auch in der Kirche von Schottland anglikanische Gebräuche einführen wollte, erhoben sich die Schotten. Karl I. benötigte Gelder für den Feldzug, die das Unterhaus bewilligen sollte. Auf Betreiben Pyms verabschiedete das House of Commons aber zuvor, im November 1641, die Große Remonstranz, eine Beschwerdeschrift gegen die Regierung König Karls, in der erstmals eine Kontrollbefugnis des Parlaments über die Regierung gefordert wurde. Außerdem forderte Pym darin, dass der König mindestens alle drei Jahre das Parlament einberufen musste und nur noch mit dessen Zustimmung Steuern erheben dürfe.
Der König erschien am 4. Januar 1642 persönlich mit einer bewaffneten Wache im Unterhaus, um Pym zu verhaften, der aber bereits geflohen war. Das Vorgehen des Königs wurde zum Auslöser des Englischen Bürgerkriegs im Frühjahr 1642. Pym, der bereits im folgenden Jahr starb, nahm an dem Konflikt keinen entscheidenden Anteil mehr.